# Casino Jack

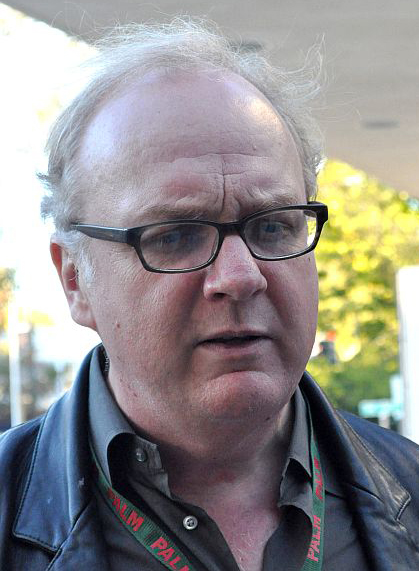
Regisseur George Hickenlooper bij het 18e Hamptons International Film Festival op 8 oktober 2010

Casino Jack is een Canadese biografische, politiek-satirische film uit 2010 met Kevin Spacey in de hoofdrol. George Hickenlooper regisseerde de film, het zou zijn laatste film worden want hij overleed enkele weken voordat de film in de bioscoop uitkwam.

## Verhaal
Lobbyist en zakenman Jack Abramoff (Kevin Spacey) lijkt succesvol, maar dan raakt hij verstrikt in een enorm corruptieschandaal en belandt in de gevangenis.

## Productie
De film werd in juni 2009 opgenomen in Hamilton (Ontario).

## Rolverdeling
| Acteur                  | Personage                 |
| ----------------------- | ------------------------- |
| Kevin Spacey            | Jack Abramoff             |
| Kelly Preston           | Pam Abramoff              |
| Rachelle Lefevre        | Emily J. Miller           |
| Barry Pepper            | Michael Scanlon           |
| Jon Lovitz              | Adam Kidan                |
| John David Whalen       | Kevin A. Ring             |
| Yannick Bisson          | Oscar Carillo             |
| Graham Greene           | Bernie Sprague            |
| Eric Schweig            | Chief Poncho              |
| Maury Chaykin           | Big Tony                  |
| Christian Campbell      | Ralph Reed                |
| Spencer Garrett         | Tom DeLay                 |
| Joe Pingue              | Anthony Ferrari           |
| David Fraser            | Karl Rove                 |
| Jeffrey R. Smith        | Grover Norquist           |
| Daniel Kash             | Konstantinos "Gus" Boulis |
| Conrad Pla              | Agent Hanley              |
| Hannah Endicott-Douglas | Sarah Abramoff            |
| Ruth Marshall           | Susan Schmidt             |
| Reid Morgan             | Brian Mann                |

## Ontvangst
De film werd gemengd tot lichtelijk negatief ontvangen. Kevin Spacey werd wel geroemd voor zijn rol en werd genomineerd voor een Golden Globe.